# Collinsia oatimpa
Collinsia oatimpa là một loài nhện trong họ Linyphiidae.
Loài này thuộc chi Collinsia. Collinsia oatimpa được Ralph Vary Chamberlin miêu tả năm 1949.